# Сосновка (Куртамиський округ)
Сосно́вка (рос. Сосновка) — присілок у складі Куртамиського округу Курганської області, Росія.
Населення — 93 особи (2010, 114 у 2002).
Національний склад станом на 2002 рік:
- росіяни — 95 %